# Colonia Ejidal Eusebio Luna
Colonia Ejidal Eusebio Luna är en ort i Mexiko.   Den ligger i kommunen Zinapécuaro och delstaten Michoacán de Ocampo, i den södra delen av landet, 180 km väster om huvudstaden Mexico City. Colonia Ejidal Eusebio Luna ligger 1 851 meter över havet och antalet invånare är 299.
Terrängen runt Colonia Ejidal Eusebio Luna är huvudsakligen kuperad, men åt nordväst är den platt. Colonia Ejidal Eusebio Luna ligger nere i en dal. Runt Colonia Ejidal Eusebio Luna är det ganska tätbefolkat, med 90 invånare per kvadratkilometer. Närmaste större samhälle är Zinapécuaro, 5,8 km norr om Colonia Ejidal Eusebio Luna. I omgivningarna runt Colonia Ejidal Eusebio Luna växer i huvudsak blandskog.